# Ернст Гложек
Ернст Гложек (чеськ. Ernst Hložek) або Арношт Гложек (чеськ. Arnošt Hložek), (11 грудня 1929, Братислава — 19 грудня 2013) — чехословацький футболіст, що грав на позиції захисника. По завершенні ігрової кар'єри — тренер.
Виступав, зокрема, за клуби «Слован» (Братислава) та «Інтер» (Братислава). Чотириразовий чемпіон Чехословаччини. Володар Кубка Австрії (як тренер). Володар Кубка Словаччини (як тренер).

## Ігрова кар'єра
Народився 11 грудня 1929 року в місті Братислава. Вихованець футбольної школи клубу «Слован». Дорослу футбольну кар'єру розпочав 1949 року в основній команді того ж клубу, в якій провів чотири сезони. За цей час двічі виборював титул чемпіона Чехословаччини.
1953 року перейшов до клубу «Інтер» (Братислава), за який відіграв 9 сезонів. За цей час додав до переліку своїх трофеїв ще один титул чемпіона Чехословаччини. Завершив професійну кар'єру футболіста виступами за команду «Інтер» (Братислава) у 1962 році.

## Кар'єра тренера
Розпочав тренерську кар'єру відразу ж по завершенні кар'єри гравця, 1962 року, очоливши тренерський штаб клубу «Інтер» (Братислава).
1967 року став головним тренером команди «Жиліна», тренував команду з Жиліни два роки. Стільки ж працював у клубі «Ферст Вієнна». Згодом протягом 1972—1975 років очолював тренерський штаб клубу «Рапід» (Відень).
1975 року повернувся в клуб «Інтер» (Братислава). Залишив команду з Братислави 1976 року. Протягом одного року, починаючи з 1977, був головним тренером команди «Спарта» (Прага).
1982 року знову був запрошений керівництвом клубу «Інтер» (Братислава) очолити його команду, з якою пропрацював до 1984 року. З 1984 і по 1987 рік вдруге очолював тренерський штаб команди «Ферст Вієнна».
Протягом тренерської кар'єри також очолював команди клубів «Дукла», «Тренчин» «Вінер Шпорт-Клуб» та ЛАСК (Лінц).
Останнім місцем тренерської роботи був клуб «СК Цветтль», головним тренером команди якого Ернст Гложек був з 1988 по 1990 рік.
Помер 19 грудня 2013 року на 85-му році життя.

## Титули і досягнення

### Як гравця
- Чемпіон Чехословаччини (4):

«Слован» (Братислава): 1949, 1950, 1951
«Інтер» (Братислава): 1958–1959

### Як тренера
- Володар Кубка Австрії (1):

«Рапід» (Відень): 1971–1972
- Володар Кубка Словаччини (1):

«Інтер» (Братислава): 1983—1984